# レジフランス
レジフランス（フランス語: Légifrance）は、フランス政府が開設した法令、判例、官報などを公開しているデータベースウェブサイトである。
1539年のヴィレル＝コトレの勅令などを含めた、未だ効力を持つ多くの法令を収蔵している。

## 歴史
「ウェブサイトLégifrance設立に関する1999年7月6日アレテ」によって設立された。
2016年1月1日以降、ペーパーレス化法令によって、官報は印刷が終了し、レジフランスのみが公開提供することとなった。